# The Egg-Laying Man (film 1900)
The Egg-Laying Man è un cortometraggio muto del 1900 diretto e interpretato da Cecil M. Hepworth.
Nel 1896, Hepworth aveva esordito come regista girando un corto prodotto da Robert W. Paul che aveva come soggetto un mago che faceva apparire delle uova dalla sua testa e dalle braccia e che aveva lo stesso titolo, The Egg-Laying Man.

## Trama
Un uomo fa uscire dalla sua bocca cinque uova, l'ultima delle quali è puzzolente.

## Produzione
Il film fu prodotto dalla Hepworth.

## Distribuzione
Distribuito dalla Hepworth, il film - un cortometraggio della lunghezza di 23 metri - uscì nelle sale cinematografiche britanniche nel luglio 1900.
Non si hanno altre notizie del film che si ritiene perduto, forse distrutto nel 1924 quando il produttore Cecil M. Hepworth, ormai fallito, cercò di recuperare l'argento del nitrato fondendo le pellicole.